# سيد هدسون
سيد هدسون (بالإنجليزية: Sid Hudson) هو مدرب كرة القاعدة ‏ أمريكي، ولد في 3 يناير 1915 في Coalfield, Tennessee ‏ في الولايات المتحدة، وتوفي في 10 أكتوبر 2008 في واكو في الولايات المتحدة.